# 六祖镇
六祖镇，是中华人民共和国广东省云浮市新兴县下辖的乡镇级行政单位，原名集成鎮，因為是禪宗六祖惠能的家鄉，在2004年改為現名。

## 行政区划
六祖镇下辖以下地区：
雅岗社区、西睦社区、旧朗村、官洞村、许村、洒落村、樟村、塔脚村、夏卢村、集西村、留村、莲洞村、三坪村、龙山塘村、中和村、根溪村、杨家宅村、塘窝水村、新屋村、西联村、山口村、横水村、舍丰村、深桥村、帛村、十里村、新朗村、龙门村、新冲村、河步村和龙庆村。